# Хамзаев, Магомед Русланович
Магоме́д Русланович Хамза́ев (12 октября 1988 года, Грозный, Чечено-Ингушская АССР, РСФСР, СССР) — российский боец смешанных единоборств, чемпион Юга России по боевому самбо, серебряный призёр Кубка Чёрного моря по боям без правил, чемпион мира по шутфайтингу.

## Биография
Родился в 1988 году в Грозном. В 5 лет отец отвёл его в спортивную секцию. Но через два месяца началась Первая чеченская война и занятия пришлось прервать. Через два года Хамзаев возобновил занятия спортом, начав заниматься вольной борьбой. Окончил спортивный факультет Чеченского педагогического института.

## Статистика боёв
| #  | Результат | Дата                  | Турнир                                                 | Соперник            | Страна   | Раунд | Время | Метод                          |
| -- | --------- | --------------------- | ------------------------------------------------------ | ------------------- | -------- | ----- | ----- | ------------------------------ |
| 13 | Победа    | 19 июля 2017 года     | ACB 64 - Young Eagles 19                               | Максим Марянчук     | Украина  | 3     | 5:00  | Единогласное решение           |
| 12 | Поражение | 17 сентября 2016 года | ACB 45 Siberia vs. Caucasus                            | Таичи Накадзима     | Япония   | 1     | 4:15  | Нокаутом (удар ногой в корпус) |
| 11 | Победа    | 6 февраля 2016 года   | ACB 29 - Poland                                        | Томас Сусина        | Чехия    | 1     | 0:45  | Техническим нокаутом (удары)   |
| 10 | Победа    | 10 октября 2015 года  | ACB 23 - Young Eagles 2                                | Вугар Мамедзаде     | Россия   | 3     | 5:00  | Единогласное решение           |
| 9  | Победа    | 14 июня 2015 года     | ACB 20 - Sochi                                         | Георгий Стоянов     | Болгария | 3     | 5:00  | Единогласное решение           |
| 8  | Поражение | 31 января 2015 года   | ACB 13 - Poland                                        | Януш Сташевский     | Польша   | 1     | 2:36  | Нокаутом (удар)                |
| 7  | Поражение | 12 декабря 2014 года  | Tech-Krep FC - Battle of Heroes                        | Алексей Махно       | Россия   | 3     | 1:34  | Нокаутом (удар ногой)          |
| 6  | Поражение | 30 августа 2014 года  | Чемпионат СКФО                                         | Джамал Магомедов    | Россия   | 3     | 1:14  | Нокаутом (удары)               |
| 5  | Победа    | 21 марта 2014 года    | Tech-Krep Fighting Championship - Prime                | Роман Гундаренко    | Россия   | 3     | 5:00  | Единогласное решение           |
| 4  | Победа    | 4 октября 2013 года   | Tech-Krep Fighting Championship - Southern Front 2     | Александр Дурыманов | Россия   | 3     | 5:00  | Единогласное решение           |
| 3  | Победа    | 9 августа 2013 года   | Tech-Krep Fighting Championship - Black Sea Open Cup 3 | Алексей Олейник     | Украина  | 1     | 4:55  | Техническим нокаутом (удары)   |
| 2  | Победа    | 26 июня 2013 года     | Tech-Krep Fighting Championship - Black Sea Open Cup 1 | Шамиль Мирзаев      | Россия   | 1     | 2:24  | Техническим нокаутом (удары)   |
| 1  | Победа    | 2 октября 2011 года   | Berkut FC - Team Berkut vs. Team Russia                | Ян Клюшев           | Россия   | 1     |       | Техническим нокаутом (удары)   |